# Белица (община)
Вижте пояснителната страница за други значения на Белица.
Община Белица се намира в Югозападна България и е една от съставните общини на област Благоевград.

## География

### Географско положение, граници, големина
Общината се намира в североизточната част на област Благоевград и с площта си от 227,38 km2, като е най-малката от всичките 14-те общини на областта, с 3,53% от площта на областта. Граничи с 6 други общини: на югоизток – община Банско, на юг и запад – община Разлог, на североизток – община Якоруда, на северозапад – община Рила (област Кюстендил), на север – община Самоков (Софийска област) и на изток – община Велинград и община Сърница (област Пазарджик).

### Релеф, води
Релефът на общината е предимно планински. Северната ѝ част заема заема части от Рила планина, а източната – най-северните части от западнородопския рид Дъбраш. В средата се намира малкото Белишко поле, в което е разположен административния център град Белица. В тези си граници надморската височина варира от 750 m в най-южната ѝ част по течението на река Места в землището на село Горно Краище до рилския Голям Мечи връх (2618 m).
В средата на общината, от север на юг преминава около 11 km от течението на река Места със своите притоци: Белишка река (д.), Бабешка река (л.) и горното течение на Златарица (л.).

## Население

### Етнически състав (2011)
Численост и дял на етническите групи според преброяването на населението през 2011 г.:
|                     | Численост | Дял (в %) |
| Общо                | 9 927     | 100.00    |
| Българи             | 4 450     | 44.83     |
| Турци               | 2 215     | 22.31     |
| Цигани              | 186       | 1.87      |
| Други               | 198       | 1.99      |
| Не се самоопределят | 342       | 3.45      |
| Неотговорили        | 2 536     | 25.55     |

### Населени места
Общината има 12 населени места с общо население 9206 жители към 7 септември 2021 г.
| Населено място | Население (2021 г.) | Площ на землището km2 | Забележка (старо име) | Населено място | Население (2021 г.) | Площ на землището km2 | Забележка (старо име)           |
| -------------- | ------------------- | --------------------- | --------------------- | -------------- | ------------------- | --------------------- | ------------------------------- |
| Бабяк          | 700                 | 16,759                |                       | Краище         | 2445                | 10,523                |                                 |
| Белица         | 3023                | 72,923                |                       | Кузьово        | 250                 | 14,548                |                                 |
| Горно Краище   | 1229                | 6,159                 | (Хахньово, Бойка)     | Лютово         | 196                 | 5,477                 |                                 |
| Гълъбово       | 27                  | 4,471                 | (Гольово)             | Орцево         | 128                 | 15,146                |                                 |
| Дагоново       | 750                 | 15,802                |                       | Палатик        | 203                 | 22,313                |                                 |
| Златарица      | 65                  | 34,021                | (Гарван)              | Черешово       | 190                 | 9,335                 | (Черешево)                      |
|                |                     |                       |                       | ОБЩО           | 9206                | 227,477               | няма населени места без землища |

### Вероизповедания
Численост и дял на населението по вероизповедание според преброяването на населението през 2011 г.:
|                     | Численост | Дял (в %) |
| Общо                | 9927      | 100.00    |
| Православие         | 1533      | 15.44     |
| Католицизъм         | 13        | 0.13      |
| Протестантство      | 19        | 0.19      |
| Ислям               | 5199      | 52.37     |
| Друго               | 3         | 0.03      |
| Нямат               | 40        | 0.40      |
| Не се самоопределят | 156       | 1.57      |
| Непоказано          | 2964      | 29.86     |

## Административно-териториални промени
- Указ № 24/Обн. 9 май 1954 г. – признава н.м. Дагонова (от с. Бабяк) за м. Дагоново;
- Указ № 317/Обн. 13 декември 1955 г. – признава м. Дагоново за с. Дагоново;

обединява н.м. Мечкарска (от с. Бабяк), н.м. Каханьова и н.м. Краище в с. Краище;
обединява н.м. Кузьова, н.м. Ниньова и н.м. Палево дере в с. Кузьово;
признава н.м. Лютова (от с. Бабяк) за с. Лютово;
обединява н.м. Орцева, н.м. Вакльова и н.м. Гулевци в с. Орцево;
признава н.м. Гольова (от с. Бабяк) за с. Гольово;
обединява н.м. Гарван (от с. Бабяк), н.м. Златарица и н.м. Тупева в ново населено място – с. Гарван;
признава н.м. Кьорова (от с. Бабяк) за с. Кьорово;
- Указ № 183/Обн. 14 май 1957 г. – признава н.м. Черешова (от с. Бабяк) за с. Черешево;
- Указ № 546/15 септември 1964 г. – признава с. Белица за с.гр.т. Белица;
- Указ № 960/Обн. 4 януари 1966 г. – преименува с. Черешево на с. Черешово;
- Указ № 829/29 август 1969 г. – признава с.гр.т. Белица за гр. Белица;
- Указ № 1885/Обн. 6 септември 1974 г. – признава н.м. Хахньово (от с. Краище) за с. Хахньово;
- Указ № 86/Обн. 26 януари 1982 г. – преименува с. Гольово на с. Гълъбово;

преименува с. Гарван на с. Златарица;
преименува с. Кьорово на с. Върхари;
преименува с Хахньово на с. Бойка;
- Указ № 2932/Обн. 30 септември 1983 г. – признава н.м. Палатник (от с. Кузьово) за с. Палатник;
- Указ № 11/обн. ДВ бр. 8/29 януари 1993 г. – преименува с. Бойка на с. Горно Краище;
- Реш. МС 487/29 юни 2001 г., обн. ДВ бр.61/10 юли 2001 г. – заличава с. Върхари и присъединява землището му към с. Черешово
- Указ № 161/Обн. 7 юни 2002 г. – преименува с. Палатник на с. Палатик.

## Транспорт
По долината на река Места преминава участък от 8 km от трасето на теснолинейната жп линия Септември – Добринище (от km 94,2 до km 102,2).
През общината преминават и части от 2 Републикански пътя с обща дължина от 11,1 km: Републикански път II-84 – 7,5 km и Републикански път III-8406 – 3,6 km

## Топографска карта
- Лист от карта K-34-71. Мащаб: 1 : 100 000.
- Лист от карта K-34-72. Мащаб: 1 : 100 000.
- Лист от карта K-34-84. Мащаб: 1 : 100 000.